# François Gibens
 François Gibens (1896 - 1964) va ser un gimnasta artístic belga que va competir a començaments del segle xx.
El 1920 va prendre part en els Jocs Olímpics d'Anvers, on guanyà la medalla de plata en el concurs complet per equips del programa de gimnàstica. En el concurs complet individual finalitzà en onzena posició.